# کاسترورجیو
کاسترورجیو (به ایتالیایی: Castroregio) یک کومونه در ایتالیا است که در استان کزنتزا واقع شده‌است.

## خصوصیات
کاسترورجیو ۳۸ کیلومترمربع مساحت و ۴۳۱ نفر جمعیت دارد و ۸۱۹ متر بالاتر از سطح دریا واقع شده‌است.